# 懷俄明蟾蜍
懷俄明蟾蜍（Bufo baxteri）是極稀有的兩棲動物，現時只有在美國懷俄明州的保育計劃中生存。懷俄明蟾蜍於1984年被列為瀕危物種。
於1950年代，懷俄明蟾蜍相對的普及，但到了1970年代卻急速的減少及消失。懷俄明蟾蜍後來於1987年在毛特騰森湖邊被發現。牠們傳統上是生活在懷俄明州拉勒米30里外的盆地。直至1990年代初，為免牠們滅絕而展開了人工哺育，但直至1991年就已沒有野外繁殖的紀錄。
懷俄明蟾蜍未來的野外保育計劃會視乎根除蛙壺菌的進度，因為它們是懷俄明蟾蜍的主要危害。

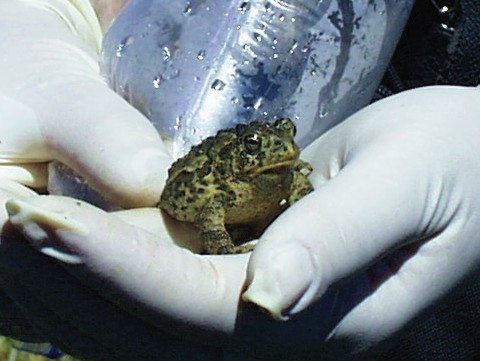
正在接受檢查的懷俄明蟾蜍。

## 外部連結
- IUCN endangered species listing （页面存档备份，存于）
- Cheyenne Mountain Zoo, Wyoming Toad breeding program